# Chepniers
Chepniers is een gemeente in het Franse departement Charente-Maritime (regio Nouvelle-Aquitaine) en telt 643 inwoners (1999). De plaats maakt deel uit van het arrondissement Jonzac.

## Geografie
De oppervlakte van Chepniers bedraagt 28,8 km², de bevolkingsdichtheid is 22,3 inwoners per km².
De onderstaande kaart toont de ligging van Chepniers met de belangrijkste infrastructuur en aangrenzende gemeenten.

## Demografie
Onderstaande figuur toont het verloop van het inwonertal (bron: INSEE-tellingen).